# Colonia Acaray
Colonia Acaray o Acaray es una ciudad de Paraguay, en el Departamento de Alto Paraná. 
- Localización: 25°19′00″S 54°50′00″O / -25.31667, -54.83333
- Altitud: 239 m s. n. m.

## Estación de corriente continua en alta tensión
Desde 1981 existe "corriente continua de alta tensión", instalada por la Siemens AG con una capacidad de 50 MW. El voltaje en corriente continua es de 25,6 kV.